# Arsenie Todiraș
Arsenie Todiraș (* 22. července 1983 Kišiněv) je moldavský zpěvák. Proslul jako nejmladší člen chlapecké skupiny O-Zone, která na začátku 21. století dobyla světové hitparády hitem „Dragostea Din Tei“, čímž se stala nejúspěšnějším moldavským hudebním projektem. Skupina vydala dvě alba (Number 1, DiscO-Zone) a rozpadla se roku 2005. Todiraş se pak vydal na sólovou dráhu. V roce 2006 společně se zpěvačkou Natalií Gordienko reprezentoval Moldavsko na soutěži Eurovision Song Contest. S písní „Loca“ obsadili 20. místo. Ve stejném roce vydal sólové album The 33rd Element.
Jeho nejznámější sólo-písní se stal singl „Rumadai“, který bodoval v Německu a Rakousku a se kterým vyhrál mezinárodní sekci pěveckého festivalu ve Viña del Mar v Chile (Festival Internacional de la Canción de Viña del Mar). Na sólové dráze začal vystupovat především pod značkou Arsenie nebo Arsenium, od roku 2019 pak také jako Atika Patum. Zúčastnil se rumunské taneční soutěže Dansez pentru tine (rumunská verze StarDance), v níž obsadil druhé místo.